# دروغ‌گو (فیلم)
دروغ‌گو (انگلیسی: The Liar) یک فیلم است که در سال ۱۹۶۱ منتشر شد. از بازیگران آن می‌توان به ورنر شوماخر اشاره کرد.